# Nazionale maschile di softball dell'Italia
La nazionale maschile di softball dell'Italia rappresenta la Federazione Italiana Baseball Softball nelle competizioni internazionali, come i Campionati europei maschili di softball o i Campionati mondiali di softball maschile organizzati dalla European Softball Federation e dalla World baseball softball confederation.
La nazionale è formata da una selezione di giocatori italiani militanti nel campionato italiano di softball maschile ed ha visto il suo esordio l'11 luglio 2016 partecipando al Campionato Europeo svoltosi in Italia a Montegranaro dall'11 al 16 luglio 2016.

## Palmarès
- Campionati europei di softball maschile 2016 - 7º posto